# El Mas d'en Bosc
El Mas d'en Bosc és un llogaret del municipi de Vila-rodona, Alt Camp. L'any 2016 tenia 5 habitant censats.
Es troba aproximadament a 7 km a l'est del nucli urbà de Vila-rodona, a uns 380 m d'altitud. S'hi accedeix des de la carretera TV-2444.
També s'hi accedeix més fàcilment des de la carretera C-51 des de Rodonyà (a uns 4 kms.)